# Franco Colapinto
Franco Alejandro Colapinto (Pilar, 27 de maio de 2003) é um automobilista argentino que compete na Fórmula 1 pela equipe Alpine F1 Team. Ele estreou na categoria em 2024, pela Williams, substituindo Logan Sargeant. Anteriormente, ele competiu no Campeonato de Fórmula 2 da FIA de 2024 com a equipe MP Motorsport. Ele foi campeão da F4 Espanhola em 2019.

## Biografia
Franco Colapinto nasceu na cidade de Pilar, na província de Buenos Aires, Argentina, sendo descendente de italianos por parte de seu pai Aníbal Colapinto, advogado que também foi piloto, e de ucranianos, por parte de sua mãe Andrea Trofimczuk, que vendia roupas nas suas redes sociais. Filho de pais separados, Franco possui uma irmã menor chamada Martina. Seu avô, Leônidas Colapinto, era advogado e escritor, e faleceu às vésperas do GP de São Paulo, aos 89 anos.
Franco teve que se mudar para a Europa aos catorze anos, para avançar em sua carreira automobilística. Mais tarde, em entrevistas, ele destacou a dificuldade de ser um jovem piloto sul-americano competindo em outro continente, ressaltando que tinha que lidar com a solidão após ter maus momentos em corridas, enquanto seus colegas europeus poderiam ir direto para casa, ou pegar um voo de poucas horas para se consolar com familiares. Seu pai chegou a vender a própria casa para financiar a carreira do filho.
Colapinto costumava ser bastante ativo em seus perfis de redes sociais, fator pelo qual é considerado uma das figuras mais carismáticas do esporte argentino no momento. Ele ganhou mais de 2 milhões de seguidores em sua conta no Instagram em pouquíssimos dias, assim que foi anunciado na Fórmula 1. Colapinto possui uma fanpage em língua portuguesa no X com mais de 1000 seguidores, administrada por um fã brasileiro desde 2020. Mas após entrar na F1, ele deletou sua própria conta nessa rede social, por considerá-la "tóxica". Ele esteve envolvido em um suposto triângulo amoroso envolvendo a socialite Estelle Ogilvy, com quem supostamente namorou durante meados de 2024, e o também piloto Oliver Bearman, que assumiu namoro com Estelle alguns meses depois do suposto término com Franco.
O piloto é um torcedor do Boca Juniors, tendo desejado correr com o número 12 na F1 por conta da torcida organizada do clube argentino. Mas acabou ficando com o 43, que ele usou em vários momentos durante a carreira na base. Colapinto também é fã de Lionel Messi, e alguns fãs chegaram a compará-lo com o futebolista argentino, mas Franco afirmou que tais comparações eram "loucura".
A ida de Colapinto para a Fórmula 1 atraiu a atenção dos argentinos, que passaram a comparecer em massa nas corridas da categoria. O piloto chegou a ganhar uma rua em Buenos Aires com seu nome. Um dos patrocinadores de Colapinto é o DJ argentino Bizarrap, que também criou o design de seu capacete.

## Carreira

### Cartismo
Colapinto começou no kart aos 9 anos, vencendo o Campeonato Argentino em 2016 e novamente em 2018, e também conquistou a pole position e venceu a corrida de demonstração nos Jogos Olímpicos de Verão da Juventude de 2018, ao lado da colega de equipe Brisa Puig.

### Fórmula 4
Colapinto fez sua estreia no automobilismo em 2018, participando da última rodada do Campeonato Espanhol de F4, em Navarra, pilotando pela Drivex School. Ele conquistou um pódio e uma vitória na terceira e quarta corrida, respectivamente. Em 2019, Colapinto assinou com a FA Racing by Drivex para competir uma temporada completa na mesma competição. Ele se sagrou campeão ao vencer as três corridas da Catalunha no final da temporada, totalizando 11 vitórias, 13 pódios e 14 pole positions em sua temporada de estreia nos monopostos.

### Eurofórmula Open
Durante a temporada de 2019 da Eurofórmula Open, Colapinto correu pela Drivex como piloto convidado (inelegível para somar pontos no campeonato) na rodada de Spa-Francorchamps, terminando as duas corridas do final de semana em 15º e 14º lugares.

### Eurocopa de Fórmula Renault
Ainda em 2019, Colapinto também competiu pela Drivex como piloto convidado na Eurocopa de Fórmula Renault nas corridas de Spa e Catalunha. Em julho de 2020, Colapinto retornou ao campeonato pela equipe holandesa MP Motorsport, inicialmente confirmado até pelo menos metade daquela temporada. Na rodada de estreia, em Monza, o piloto se qualificou na 4ª posição e, após uma boa largada, assumiu a liderança para vencer a corrida. Colapinto ainda viria a conquistar mais uma vitória na temporada, em Spa-Francorchamps, e também outros sete pódios, fechando o ano na categoria no terceiro lugar na classificação geral de pilotos.

### Toyota Racing Series
Em janeiro de 2020, Colapinto assinou com a Kiwi Motorsport para a disputa da Toyota Racing Series. Ele conquistou uma vitória em Hampton Downs e mais 7 pódios, terminando o campeonato em terceiro lugar na classificação geral e garantindo a vitória do campeonato de estreantes.

### Asian Le Mans Series
Em fevereiro de 2021, Colapinto foi contratado pela equipe Algarve Pro Racing que corria em parceria com a G-Drive Racing para a temporada de 2021 do campeonato asiático de provas de longa duração, ao lado dos co-pilotos Rui Pinto de Andrade e John Falb. Ele conseguiu, logo de cara, duas pole positions em sua estreia nos protótipos, conquistadas no Autódromo de Dubai. Colapinto fechou a temporada com 3 pódios conquistadas em 4 corridas, terminando o campeonato em terceiro na classificação geral e sendo premiado como o estreante do ano na categoria.

### Campeonato Mundial de Endurance da FIA
Colapinto disputou a rodada de abertura da temporada 2021 do Campeonato Mundial de Endurance da FIA (WEC), as 6 Horas de Spa, ao lado de Roman Rusinov e do ex-piloto de Fórmula 1 Roberto Merhi. O trio teve que abandonar precocemente a prova devido a um vazamento de óleo no veículo, enquanto ocupavam a segunda posição em sua classe LMP2.

### 24 Horas de Le Mans
Colapinto disputou em 2021 a prestigiosa corrida de longa duração das 24 Horas de Le Mans também pela equipe G-Drive Racing na classe LMP2, mais uma vez ao lado de Roman Rusinov e do atual campeão mundial de Formula E Nyck de Vries. O trio chegou a liderar a prova durantes as primeiras horas, após o carro de número 30 da equipe JOTA, dirigido por Anthony Davidson, passar reto numa curva e ficar preso na caixa de brita. Porém, no início do período noturno, Franco se envolveu em um incidente com Sophia Flörsch, da equipe Richard Mille Racing Team, tendo que retornar à garagem durante alguns minutos para reparos na suspensão e voltando para a pista há algumas voltas atrás dos líderes. A tripulação finalizou a prova na 7ª posição após uma impressionante corrida de recuperação nas horas restantes da corrida.

### 24 Horas de Spa
Em julho de 2021, Colapinto foi chamado às pressas pela equipe belga WRT para disputar as 24 Horas de Spa, substituindo o britânico Stuart Hall, que havia testado positivo para Covid-19 apenas uma semana antes do evento de longa duração. O trio terminou a corrida em vigésimo segundo lugar na classificação geral e em sexto na classe prata. A corrida foi marcada por um grave acidente na curva Radillon envolvendo Jack Aitken, Davide Rigon, Kévin Estre e Franck Perera, com os dois primeiros tendo que comparecer ao centro médico do circuito.

### European Le Mans Series
Após a campanha surpreendente na Asian Le Mans Series, o piloto permaneceu com a equipe G-Drive para disputar a European Le Mans Series, também ao lado de Roman Rusinov, Nyck de Vries, e mais tarde, Mikkel Jensen. A tripulação que pilotava o carro 25 chegou à vitória pela primeira e única vez na temporada em Le Castellet e também conquistou três pole-positions durante o ano. Porém, após ser tocado na largada das 4 Horas de Spa, o trio perdeu as chances matemáticas de se sagrar campeão, ao fim da temporada tiveram que se contentar com a 4ª posição geral na classe LMP2, e o título ficou com a tripulação da equipe WRT que pilotava o carro nº41, composta pelo ex-piloto de Fórmula 1 Robert Kubica e pelos ex-membros da Academia de Pilotos da Renault Louis Delétraz e Ye Yifei

### Fórmula Regional Europeia

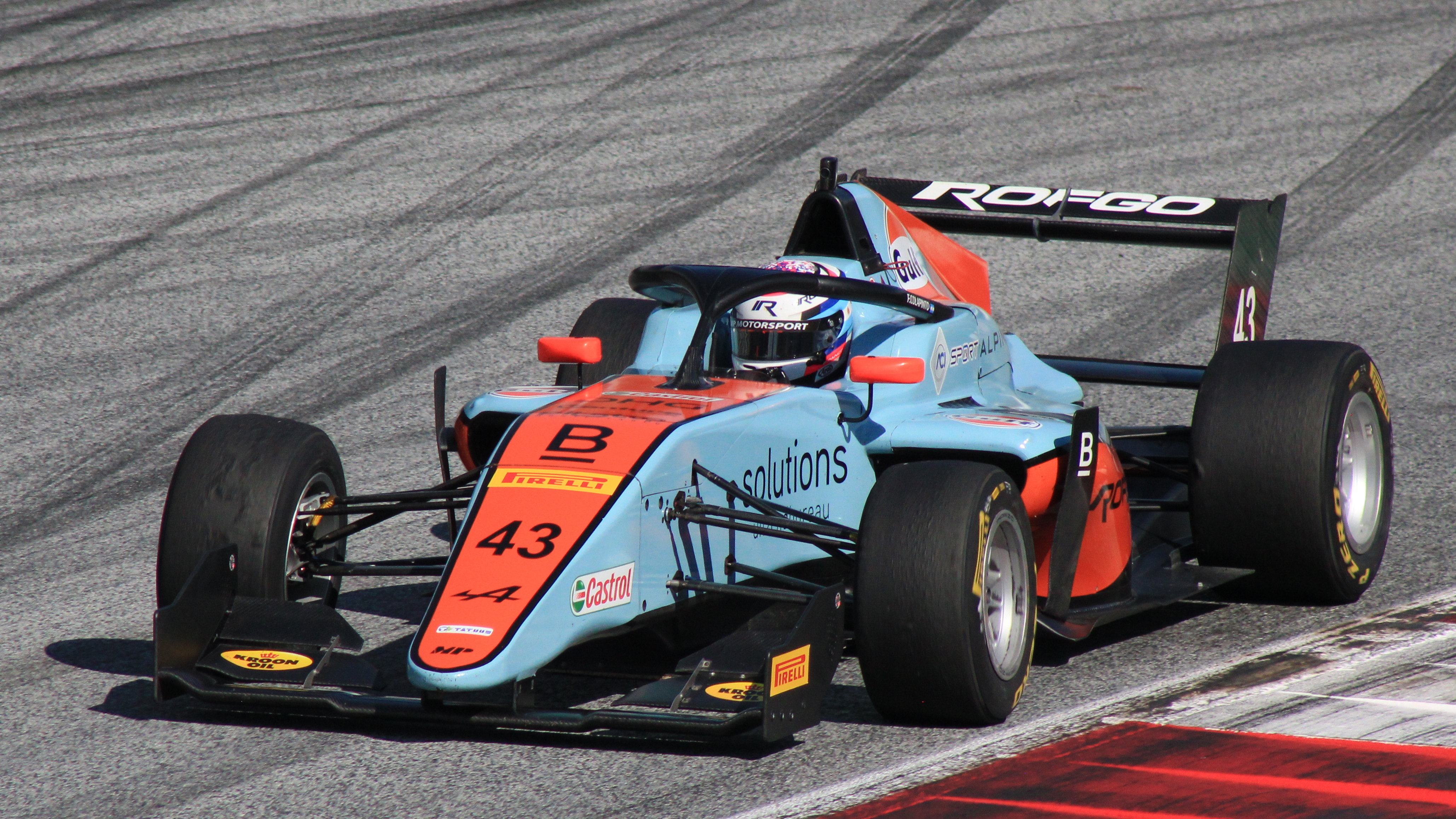
Colapinto competindo pela etapa da Áustria da FRECA de 2021

Após a fusão entre sua antiga competição, a Eurocopa de Fórmula Renault, e o Campeonato de Fórmula Regional Europeia, que deram origem ao mais novo Campeonato de Fórmula Regional Europeia pela Alpine, Colapinto se manteve na competição pela mesma equipe, a MP Motorsport. Terminou na 6ª posição mesmo tendo perdido duas rodadas, em Ímola por um conflito de calendário, e em Mônaco por um acidente sofrido na qualificação. Venceu duas vezes na temporada, em Red Bull Ring e Valência.

### Fórmula 3
Em outubro de 2020, Colapinto foi chamado pela equipe MP Motorsport para participar do primeiro dia de testes de pós-temporada do Campeonato de Fórmula 3 da FIA no Circuito de Barcelona-Catalunha. Em outubro de 2021, ele foi novamente chamado pela equipe MP para participar dos testes de pós-temporada da categoria, no Circuito Ricardo Tormo, em Valência. 

#### Van Amersfoort

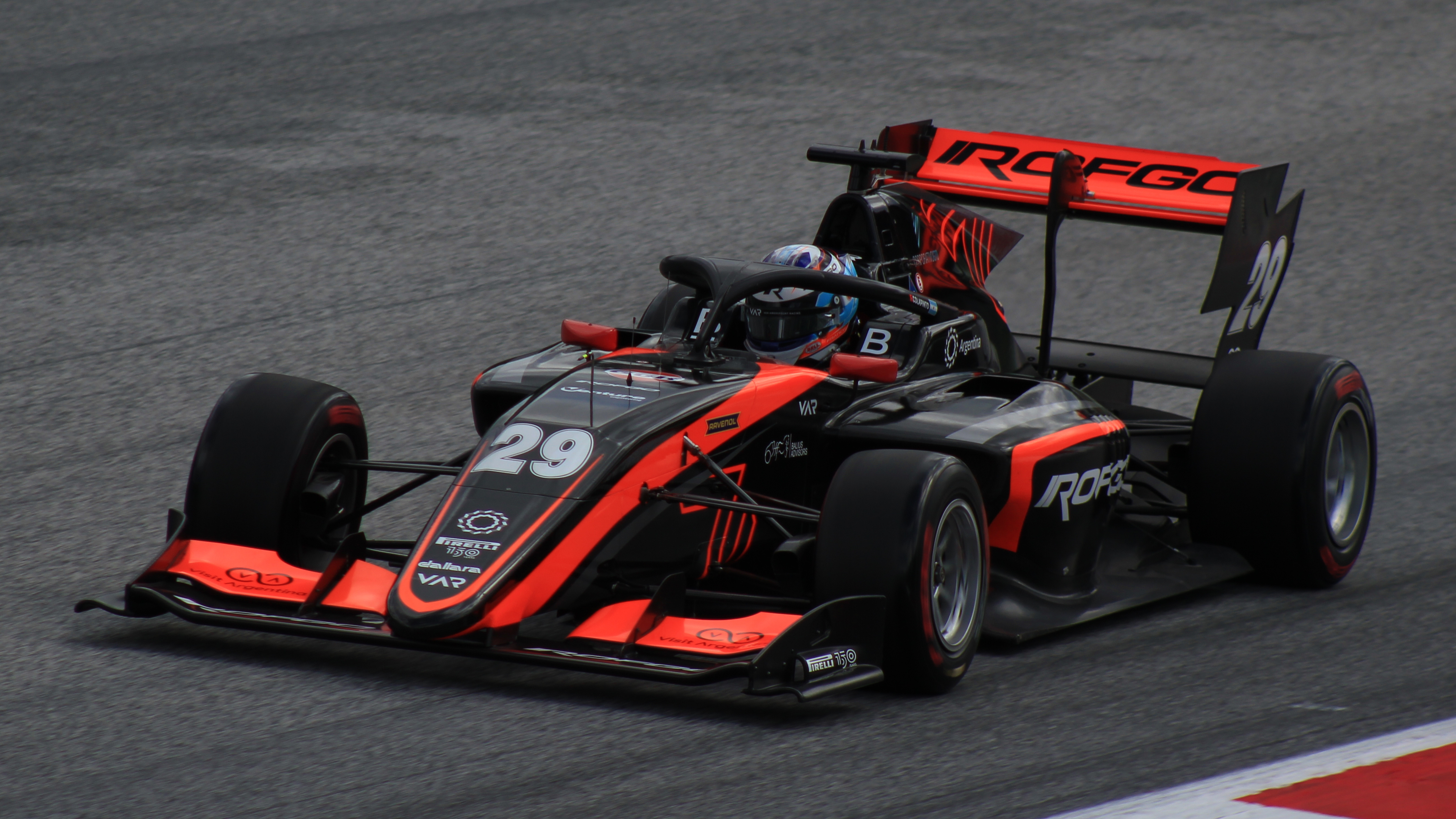
Colapinto no Red Bull Ring, em prova da F3 de 2022

Em fevereiro de 2022, Colapinto foi anunciado pela Van Amersfoort Racing para a disputa da temporada de 2022, ao lado de Rafael Villagómez e Reece Ushijima.
Conquistou sua primeira pole position na rodada de abertura no Barém, e por pouco não conseguiu também o primeiro pódio, quando na corrida principal terminou na terceira posição mas foi rebaixado ao 5º lugar por uma punição de cinco segundos por exceder os limites da pista demasiadamente.
Franco conquistou sua primeira vitória na competição na segunda rodada, em Ímola. Largando da primeira posição na corrida curta, ele chegou a perder a liderança na volta 4, mas recuperou na última volta, ultrapassando o brasileiro Caio Collet pela vitória. O resultado foi também a primeira vitória de um piloto argentino na Fórmula 3 desde o triunfo de Facu Regalia em 2013, no circuito de Nürburgring, quando a categoria ainda se chamava GP3 Series. Colapinto voltou a vencer em Monza, e fechou o ano com cinco pódios e 76 pontos, os mesmos que o russo Alexander Smolyar, mas por ter o dobro de vitórias, foi o argentino que se classificou em nono no campeonato de pilotos.

#### MP Motorsport

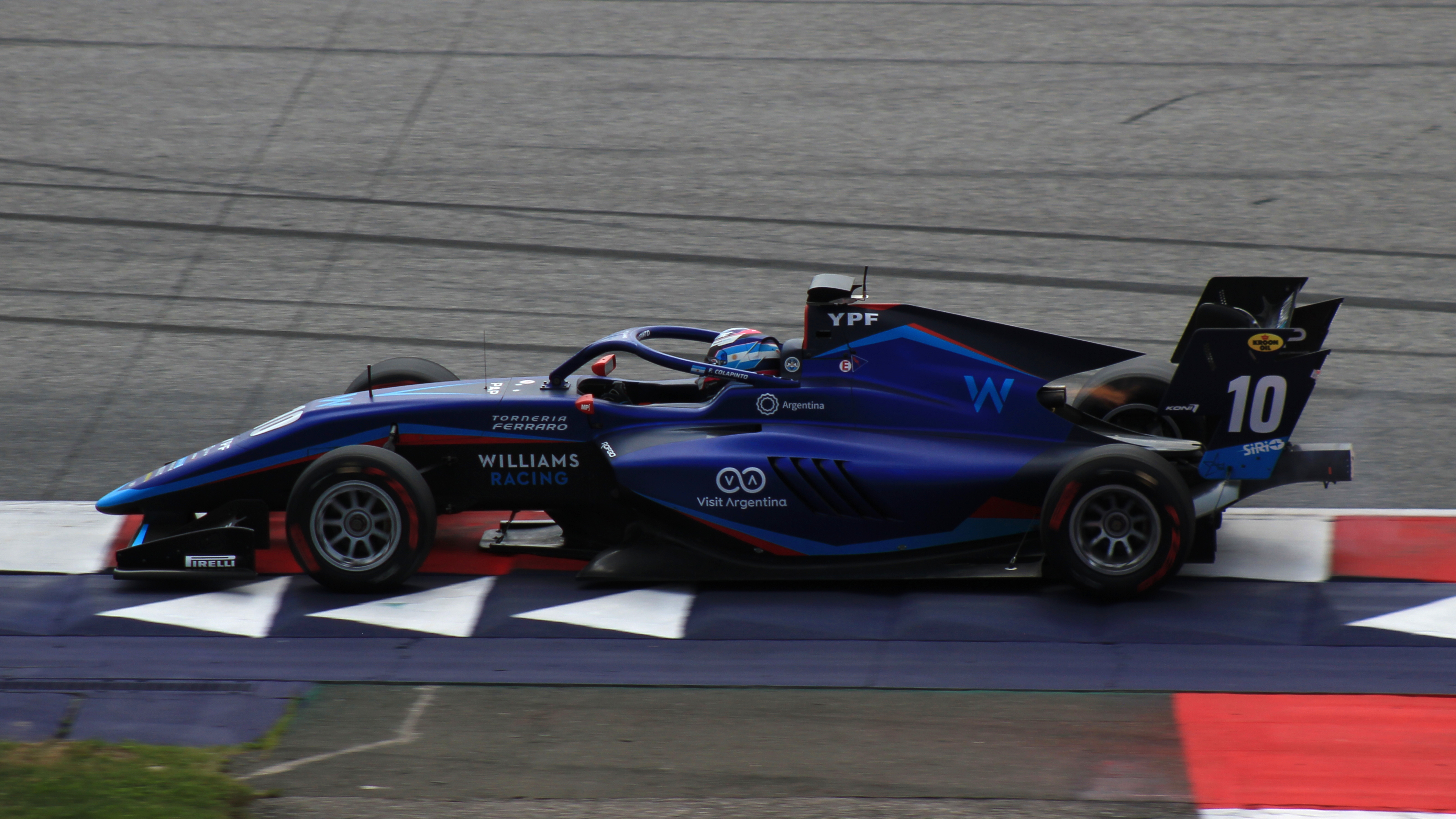
Colapinto na etapa da F3 da Áustria em 2023

Em setembro, Colapinto participou do teste de pós-temporada de 2022, novamente com a MP Motorsport. E, em 9 de janeiro de 2023, ele foi anunciado como piloto da equipe para a temporada de 2023, ao lado do espanhol Mari Boya e do britânico Jonny Edgar. No Barém, Colapinto qualificou-se em 12º e consequentemente conquistou a pole position para a corrida curta, onde ele chegou na segunda posição atrás de Pepe Martí. Ele fez mais quatro pódios ao longo da temporada, vencendo as corridas curtas de Silverstone e Monza. Ele também teria vencido a corrida curta da Austrália, mas foi desclassificado por conta de irregularidades encontradas na suspensão dos carros da MP. Assim, Colapinto terminou a temporada em quarto lugar, com 110 pontos, dois a menos do que o terceiro colocado Paul Aron.

### Fórmula 2

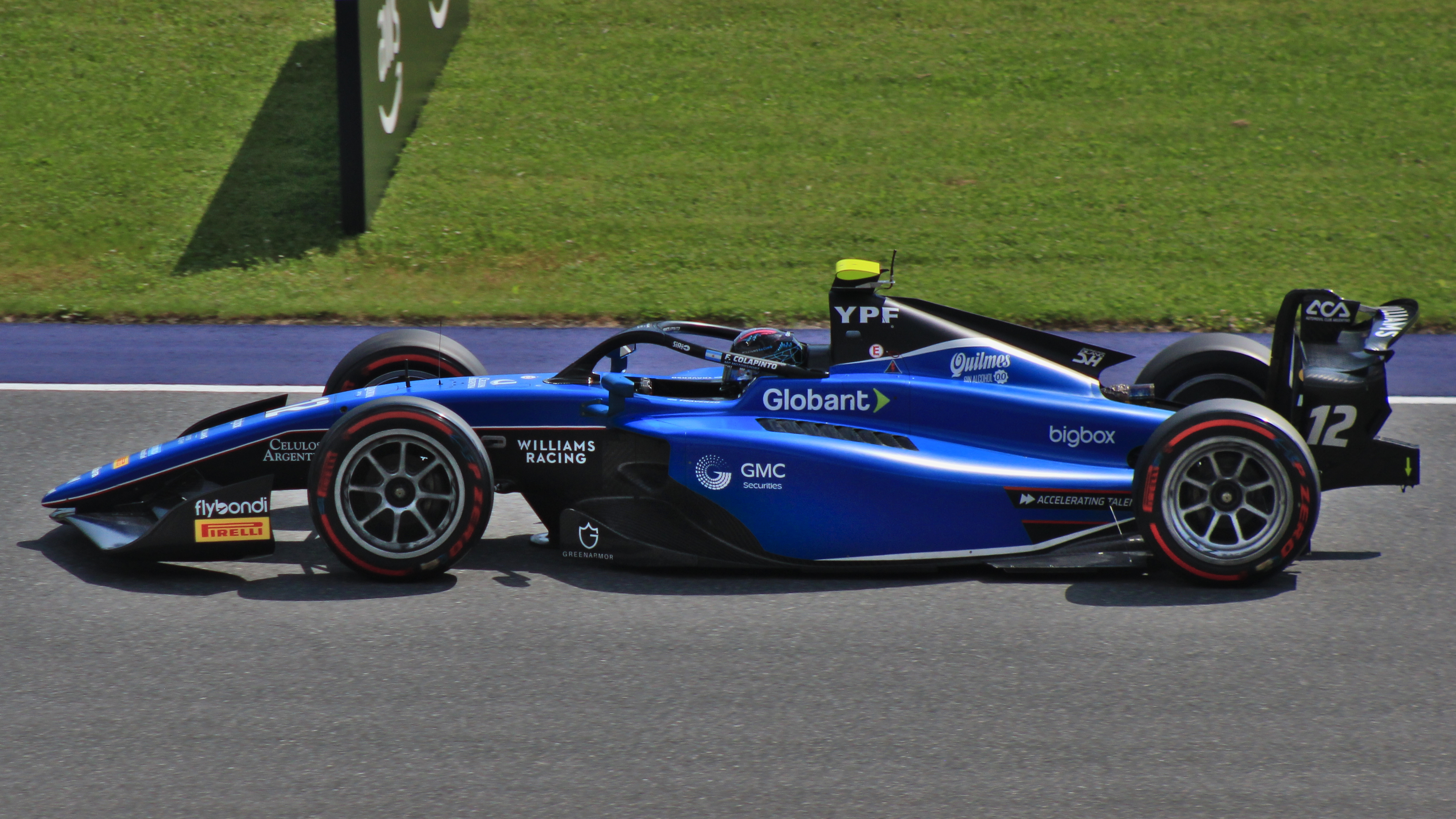
Colapinto na etapa austríaca da Fórmula 2 de 2024

Em outubro de 2023, Colapinto foi anunciado para substituir Jehan Daruvala na equipe MP Motorsport para a disputa da rodada final da temporada da Fórmula 2 de 2023, realizada em Yas Marina, sendo companheiro do norueguês Dennis Hauger. No mesmo comunicado, também foi anunciado que ele permaneceria com a equipe neerlandesa para a disputa da temporada de 2024. Na rodada de Ímola, Colapinto conquistou sua primeira vitória na Fórmula 2 na corrida curta, após ultrapassar Paul Aron na última volta, com Franco marcando também a volta mais rápida da etapa. E posteriormente, o argentino fez mais dois segundos lugares nas corridas longas de Barcelona e Spielberg. Com quatro rodadas restantes, Colapinto encerrou sua campanha após uma promoção para a Fórmula 1. Sua vaga foi ocupada pelo alemão Oliver Goethe, e o argentino ficou na nona colocação, com 96 pontos.

### Fórmula 1

#### Williams
Em janeiro de 2023, foi anunciado que Colapinto ingressaria na academia de pilotos da Williams. Ele fez sua estreia em um carro de Fórmula 1 com o Williams FW45, durante o teste de pós-temporada de 2023, realizado em Yas Marina. Colapinto estabeleceu o 22º tempo mais rápido no geral, completando 65 voltas, para ser o primeiro argentino a pilotar um carro de Fórmula 1 em mais de 20 anos, desde que Gastón Mazzacane competiu no Grande Prêmio de San Marino de 2001. Colapinto fez sua estreia nos treinos livres da Fórmula 1 no Grande Prêmio da Grã-Bretanha de 2024, pilotando pela Williams na primeira sessão no lugar de Logan Sargeant.
Sua estreia na F1 dependia dos pontos da superlicença FIA, e mesmo com resultados discretos nas categorias de base, ele alcançou os quarenta pontos exigidos, sendo ajudado pela regra de flexibilização surgida com a pandemia de COVID-19, que levava em consideração o maior número de pontos acumulados de três dos quatro anos subsequentes à data do pedido, se entre esses anos estivessem os de 2020 e 2021. Assim, Colapinto pôde descartar os 3 pontos que ele acumulou na F3 em 2022, e incluir em sua conta os dezessete pontos obtidos em 2020 (cinco da sua participação na Toyota Series e os doze da Eurocopa de Fórmula Renault), acrescendo também um ponto por sua participação no TL1 do GP da Grã-Bretanha e os dois que ele ganhou de bônus por passar a temporada de 2023 sem sofrer punições. Se não houvesse essa regra, Colapinto só teria 28 pontos em 2024, mas graças a ela, o piloto ultrapassou os 40 e se tornou apto para estrear pela Williams.

##### 2024: estreia relâmpago
Em 27 de agosto de 2024, após o Grande Prêmio dos Países Baixos, foi anunciado que Colapinto substituiria Logan Sargeant como piloto de Fórmula 1 da equipe Williams pelo restante da temporada de 2024. Colapinto é o primeiro piloto de Fórmula 1 da Argentina desde Gastón Mazzacane, que correu pela última vez em 2001. No Grande Prêmio do Azerbaijão, Colapinto terminou em oitavo lugar, conquistando 4 pontos, os primeiros de um piloto argentino desde o segundo lugar de Carlos Reutemann no Grande Prêmio da África do Sul de 1982.
Colapinto voltou a pontuar com seu décimo lugar no GP dos EUA. Ele também esteve próximo de fazer a volta mais rápida, mas Esteban Ocon, da Alpine, trocou pneus nas últimas voltas e o superou. Em entrevistas, o argentino brincou com a situação, dizendo que o francês poderia devolver o ponto a ele, e ironizou: "Para que entrar nos boxes e gastar mais borracha? Que ajude o planeta".
Mas após uma batida durante o GP de São Paulo, Colapinto não pontuou mais, com o argentino tendo que correr com peças recicladas por conta das limitações orçamentárias da Williams. Nas suas duas últimas provas, ele ainda teve azar de ser retirado da prova por conta de erros de adversários: no Catar, ele foi tocado por Esteban Ocon, que por sua vez tinha sido vítima de um toque de Nico Hulkenberg, com o argentino abandonando ainda na primeira volta. E em Abu Dhabi, sua última corrida do ano, ele foi atingido por Oscar Piastri, e ele ainda tentou seguir na prova, mas acabou se retirando de novo. Colapinto lamentou esse resultado, afirmando que queria terminar a corrida "com um sorriso".

#### Alpine
Em 9 de janeiro de 2025, foi confirmado que Colapinto se juntaria à Alpine F1 Team para ser piloto reserva na temporada de 2025. O argentino dividiu as funções com Paul Aron, seu antigo adversário da Fórmula 2, e Ryō Hirakawa, que foi reserva da McLaren na temporada anterior. Sua antiga equipe, a Williams, cedeu Colapinto à Alpine por cinco anos. Colapinto realizou seu primeiro teste com a Alpine em fevereiro de 2025, em Barcelona. Em abril, o argentino testou com o A523 em Monza, ao lado de Paul Aron.

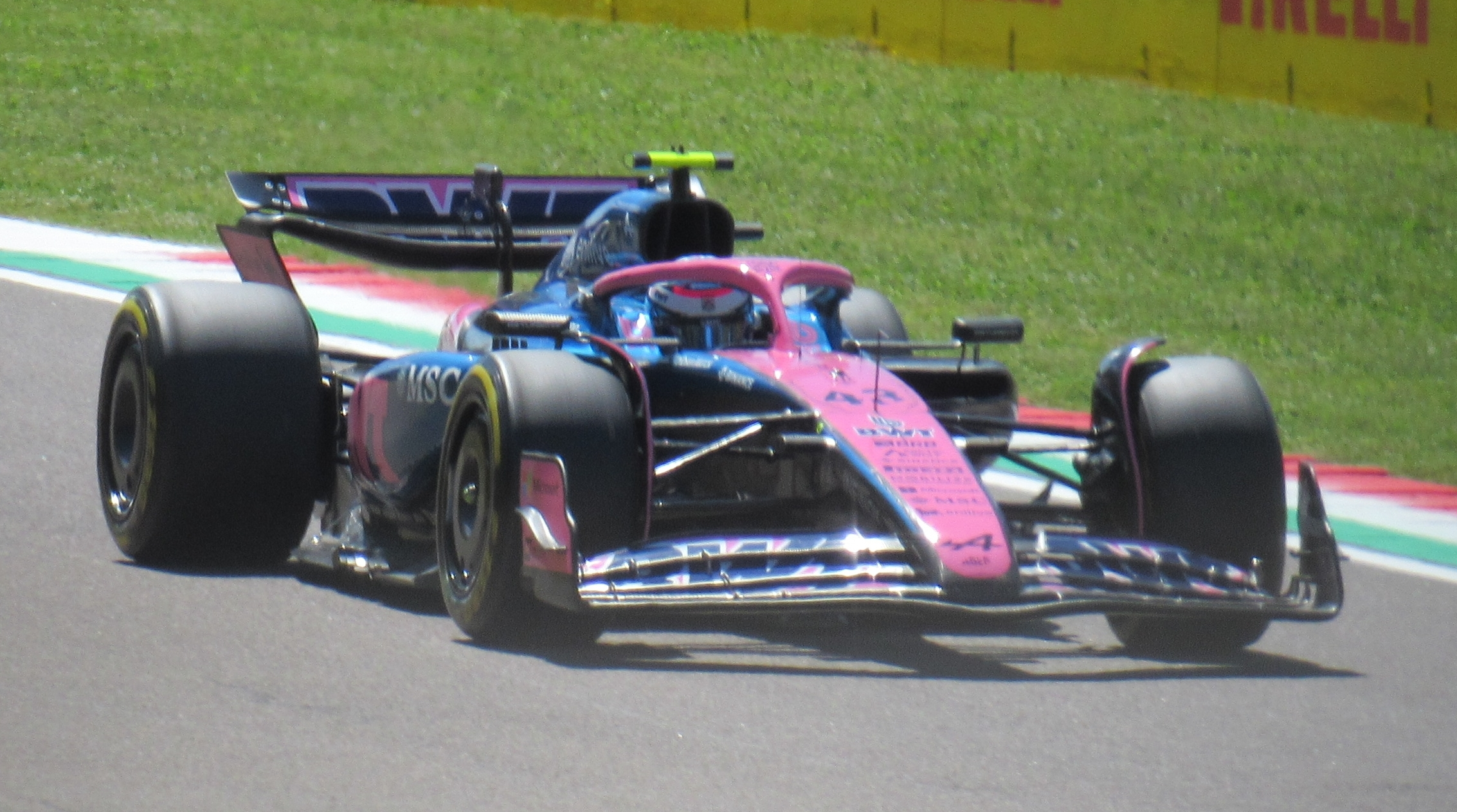
Colapinto guiando a Alpine no

Desde antes do início da temporada, a imprensa divulgou rumores de que Colapinto substituiria um dos titulares, o australiano Jack Doohan, e mesmo com as negações da equipe e dos pilotos, esses rumores seguiram se fortalecendo, por conta das atuações irregulares de Doohan e da pressão dos fãs e dos patrocinadores do argentino. Um deles era Horácio Marín, presidente da petrolífera argentina YPF, que deixou escapar em uma entrevista que Colapinto faria sua estreia pela equipe francesa em Ímola, mas posteriormente acabou se retratando. Contudo, sites como BBC e The Race começaram a noticiar que a troca de Doohan por Colapinto era iminente, e no dia 7 de maio de 2025, a Alpine confirmou a promoção de Colapinto, com ele estando programado para fazer sua estreia justamente em Ímola, sendo o mais novo companheiro de Pierre Gasly e tendo contrato garantido para cinco corridas. No mesmo dia, Franco estava em Zandvoort, fazendo testes pela equipe francesa usando carros anteriores, e em suas redes sociais, agradeceu pela oportunidade e declarou estar "o mais preparado possível" para estrear na Alpine.
No GP da Emília-Romanha, o argentino se acidentou nos treinos e terminou a prova que marcou sua reestreia na F1 como décimo sexto colocado. Em Mônaco, Colapinto foi décimo terceiro, o que considerou "positivo", mas se queixou das dificuldades do A525. Após um décimo quinto lugar no GP da Espanha, Colapinto teve sua melhor posição de largada no ano ao sair em décimo no GP do Canadá, sendo beneficiado por punições destinadas a Yuki Tsunoda e Isack Hadjar. Mas terminou a prova em décimo terceiro lugar, embora tenha superado seu companheiro Gasly pela primeira vez.

## Registros na carreira

### Sumário da carreira nokarting
| Temporada | Categoria                                | Equipe               | Classificação |
| --------- | ---------------------------------------- | -------------------- | ------------- |
| 2013      | Rotax Max Buenos Aires — Micro Max       |                      | NC            |
| 2014      | Argentinian Championship — Promocional   |                      | 6º            |
| 2015      | Argentinian Championship — Pre-Junior    | Acosta Kart Division | NC            |
| 2016      | Argentinian Championship — Sudam Junior  |                      | 10º           |
| 2016      | SKUSA SuperNationals — X30 Junior        |                      | 12º           |
| 2016      | ROK Cup International Final — Junior ROK | Baby Race Srl        | 9º            |
| 2016      | Argentinian Championship — Pre-Junior    |                      | 1º            |
| 2017      | South Garda Winter Cup — OKJ             |                      | 2º            |
| 2017      | SKUSA SuperNationals — X30 Junior        | CRG Nordam           | 23º           |
| 2018      | Trofeo Andrea Margutti — OK              | CRG Spa              | 24º           |
| 2018      | CIK-FIA European Championship — OK       | CRG Spa              | 69º           |
| 2018      | WSK Super Master Series — OK             |                      | 46º           |
| 2018      | South Garda Winter Cup — OK              | CRG Spa              | 17º           |
| 2018      | WSK Champions Cup — OK                   |                      | 22º           |

### Sumário da carreira automobilística
| Temporada | Categoria                                     | Equipe                     | Corridas | Vitórias | Poles | V.M.R. | Pódios | Pontos | Pos. |
| --------- | --------------------------------------------- | -------------------------- | -------- | -------- | ----- | ------ | ------ | ------ | ---- |
| 2018      | Fórmula 4 Espanhola                           | Drivex School              | 4        | 1        | 2     | 0      | 2      | 49     | 9º   |
| 2019      | Fórmula 4 Espanhola                           | Drivex School              | 21       | 11       | 10    | 10     | 13     | 325    | 1º   |
| 2019      | Eurofórmula Open                              | Drivex School              | 2        | 0        | 0     | 0      | 0      | 0      | 27º  |
| 2019      | Fórmula Renault Eurocup                       | FA Racing by Drivex        | 4        | 0        | 0     | 0      | 0      | 0      | NC   |
| 2020      | Fórmula Renault Eurocup                       | MP Motorsport              | 20       | 2        | 0     | 2      | 9      | 213,5  | 3º   |
| 2020      | Toyota Racing Series                          | Kiwi Motorsport            | 15       | 1        | 1     | 2      | 8      | 315    | 3º   |
| 2021      | Fórmula Regional Europeia                     | MP Motorsport              | 16       | 2        | 3     | 4      | 4      | 140    | 6º   |
| 2021      | Asian Le Mans Series                          | G-Drive Racing             | 4        | 0        | 3     | 3      | 3      | 66     | 3º   |
| 2021      | European Le Mans Series                       | G-Drive Racing             | 6        | 1        | 3     | 2      | 2      | 74     | 4º   |
| 2021      | Campeonato Mundial de Endurance da FIA - LMP2 | G-Drive Racing             | 2        | 0        | 0     | 0      | 0      | 0      | NC   |
| 2021      | 24 Horas de Le Mans - LMP2                    | G-Drive Racing             | 1        | 0        | 0     | 0      | 0      | N/A    | 7º   |
| 2021      | GT World Challenge Europe - Prata             | ROFGO Racing with Team WRT | 1        | 0        | 0     | 0      | 0      | 11     | 24º  |
| 2022      | Fórmula 3                                     | Van Amersfoort Racing      | 18       | 2        | 1     | 0      | 5      | 76     | 9º   |
| 2023      | Fórmula 3                                     | MP Motorsport              | 18       | 2        | 0     | 0      | 5      | 110    | 4º   |
| 2023      | Fórmula 2                                     | MP Motorsport              | 2        | 0        | 0     | 0      | 0      | 0      | 25º  |
| 2024      | Fórmula 2                                     | MP Motorsport              | 20       | 1        | 0     | 3      | 3      | 96     | 7º   |
| 2024      | Fórmula 1                                     | Williams Racing            | 9        | 0        | 0     | 0      | 0      | 5      | 19º  |
| 2025      | Fórmula 1                                     | Alpine F1 Team             | 0        | 0        | 0     | 0      | 0      | 0*     | ?*   |

### Resultados naFórmula 4 Espanhola
(Legenda) (Corridas em negrito indicam pole position; corridas em itálico indicam volta mais rápida)
| Ano  | Equipe        | 1     | 2       | 3       | 4       | 5       | 6       | 7     | 8        | 9        | 10    | 11      | 12      | 13      | 14      | 15      | 16      | 17      | 18      | 19    | 20      | 21      | Class. | Pontos |
| ---- | ------------- | ----- | ------- | ------- | ------- | ------- | ------- | ----- | -------- | -------- | ----- | ------- | ------- | ------- | ------- | ------- | ------- | ------- | ------- | ----- | ------- | ------- | ------ | ------ |
| 2018 | Drivex School | ARA 1 | ARA 2   | ARA 3   | CRT 1   | CRT 2   | CRT 3   | ALG 1 | ALG 2    | ALG 3    | CAT 1 | CAT 2   | JER 1   | JER 2   | JER 3   | NAV 1 5 | NAV 2 5 | NAV 3 2 | NAV 4 1 |       |         |         | 9º     | 49     |
| 2019 | Drivex School | NAV 1 | NAV 2 3 | NAV 3 6 | LEC 1 4 | LEC 2 7 | LEC 3 4 | ARA 1 | ARA 2 14 | ARA 3 11 | CRT 1 | CRT 2 1 | CRT 3 1 | JER 1 4 | JER 2 3 | JER 3 1 | ALG 1   | ALG 2 1 | ALG 3 4 | CAT 1 | CAT 2 1 | CAT 3 1 | 1º     | 325    |

### Resultados na Fórmula 1
Legenda: (Corridas em negrito indicam pole position); (Corridas em itálico indicam volta mais rápida)
| Temporada | Equipe          | Chassis       | Motor                                   | 1 | 2 | 3 | 4 | 5 | 6 | 7      | 8      | 9      | 10     | 11     | 12     | 13     | 14 | 15  | 16     | 17    | 18     | 19     | 20     | 21      | 22     | 23      | 24      | Class. | Pontos |
| --------- | --------------- | ------------- | --------------------------------------- | - | - | - | - | - | - | ------ | ------ | ------ | ------ | ------ | ------ | ------ | -- | --- | ------ | ----- | ------ | ------ | ------ | ------- | ------ | ------- | ------- | ------ | ------ |
| 2024*     | Williams Racing | Williams FW46 | Mercedes-AMG M15 E Performance 1.6 V6 t |   |   |   |   |   |   |        |        |        |        |        |        |        |    | NED | ITA 13 | AZE 8 | SIN 11 | USA 10 | MXC 12 | SAP Ret | LAS 14 | QAT Ret | ABU Ret | 19.º   | 5      |
| 2025*     | Alpine F1 Team  | Alpine A525   | Renault                                 |   |   |   |   |   |   | EMI 16 | MON 13 | ESP 15 | CAN 13 | AUT 15 | GBR NL | HUN 18 |    | NED | ITA    | AZE   | SIN    | USA    | MXC    | SAP     | LAS    | QAT     | ABU     | 19º*   | 0      |

Notas
† – O piloto não terminou a prova, mas foi classificado por ter completado 90% da corrida.